# Los efectos de la intemperancia
Los efectos de la intemperancia es una pintura al óleo sobre tabla (76 x 160,5 cm) de Jan Steen, datada en 1663-1665 aproximadamente y conservada en la National Gallery de Londres.

## Historia
La datación se basa en el estilo. La obra entró en la galería mediante compra en 1977. Es una de las obras más conocidas del pintor.

## Descripción y estilo
La pintura ilustra el proverbio holandés que recita: "el vino se burla del hombre". El foco de la escena es de hecho la madre de familia que, a la izquierda, dormita sentada en el umbral de la entrada, cerca de una jarra de vino volcada que indica que tal estado es efecto del alcohol. Una pipa de barro cuelga de su mano y junto a sí un pequeño brasero con que la encendió y que, de un momento a otro, amenaza con quemar su falda. Entretanto los hijos alrededor aprovechan la falta de control para cometer diversas travesuras: uno detrás de ella roba dinero de su bolsa (personificando el dicho "La ocasión hace al ladrón"), mientras otro niño y una niña más mayores observados por el más pequeño desperdician una empanada de carne dándosela al gato mientras la joven criada da vino al periquito por diversión, mientras otro niño está lanzando rosas a un cerdo expresando literalmente el dicho. Queso, pan y fruta yacen olvidados en primer plano en los escalones, componiendo una hermosa naturaleza muerta que sin embargo es coherente con la escena. El loro, animal que imita al hombre, es importante en esta alegoría porque simboliza como el mal ejemplo produce malos frutos en los otros: el ave bebe el vino que se le da insinuando que así estarán destinados a hacer, probablemente, también los hijos de la mujer.
A la derecha al fondo, sentados a la mesa bajo un cenador en el jardín, el padre de familia coquetea con una escotada cortesana. Las consecuencias de este caos son fácilmente intuibles: a los niños no les espera otro futuro más que la pobreza y la mendicidad, como sugieren la muleta y la campanilla de mendigo junto con una vara usada para azotar a los malhechores, que se encuentran en la cesta colgada sobre la cabeza de la mujer.
Si bien la pintura tiene un tono jocoso y cómico, a los observadores de la época no les pasaba por alto la denuncia de decadencia moral y social ligada al abuso del alcohol. Estos, mirando la pintura, podían extraer una enseñanza para evitar comportarse imprudentemente. Esta clase de obras con fondo moral fueron muy populares en el barroco holandés. 
Algunos de los temas de la pintura aparecen también en otra obra cómica pero moralizante de Steen, Cuidado con el lujo.
Notable es la calidad pictórica, que hace la obra una sofisticada pintura de género: la mirada del espectador es atrapada primero por la apariencia brillante del raso de la falda de la chica arrodillada en primer plano y luego dirigida, por medio de líneas de fuerza, hacia la protagonista a la izquierda, que está vestida a la moda con una chaqueta rosa con los bordes de piel y una falda iridiscente. Las pinceladas amplias y fluidas son un legado de la escuela de Haarlem, donde Jan Steen pasó nueve años influido por Frans Hals.